# Bittou
Bittou ist sowohl eine Gemeinde (französisch commune urbaine) als auch ein dasselbe Gebiet umfassendes Departement im westafrikanischen Staat Burkina Faso in der Region Centre-Est und der Provinz Boulgou. Die Gemeinde hat in 27 Dörfern und fünf Sektoren des Hauptortes 72.053 Einwohner, in der Mehrzahl Bissa.
In Bittou befindet sich eine Zollstation für den Grenzübergang mit Togo.

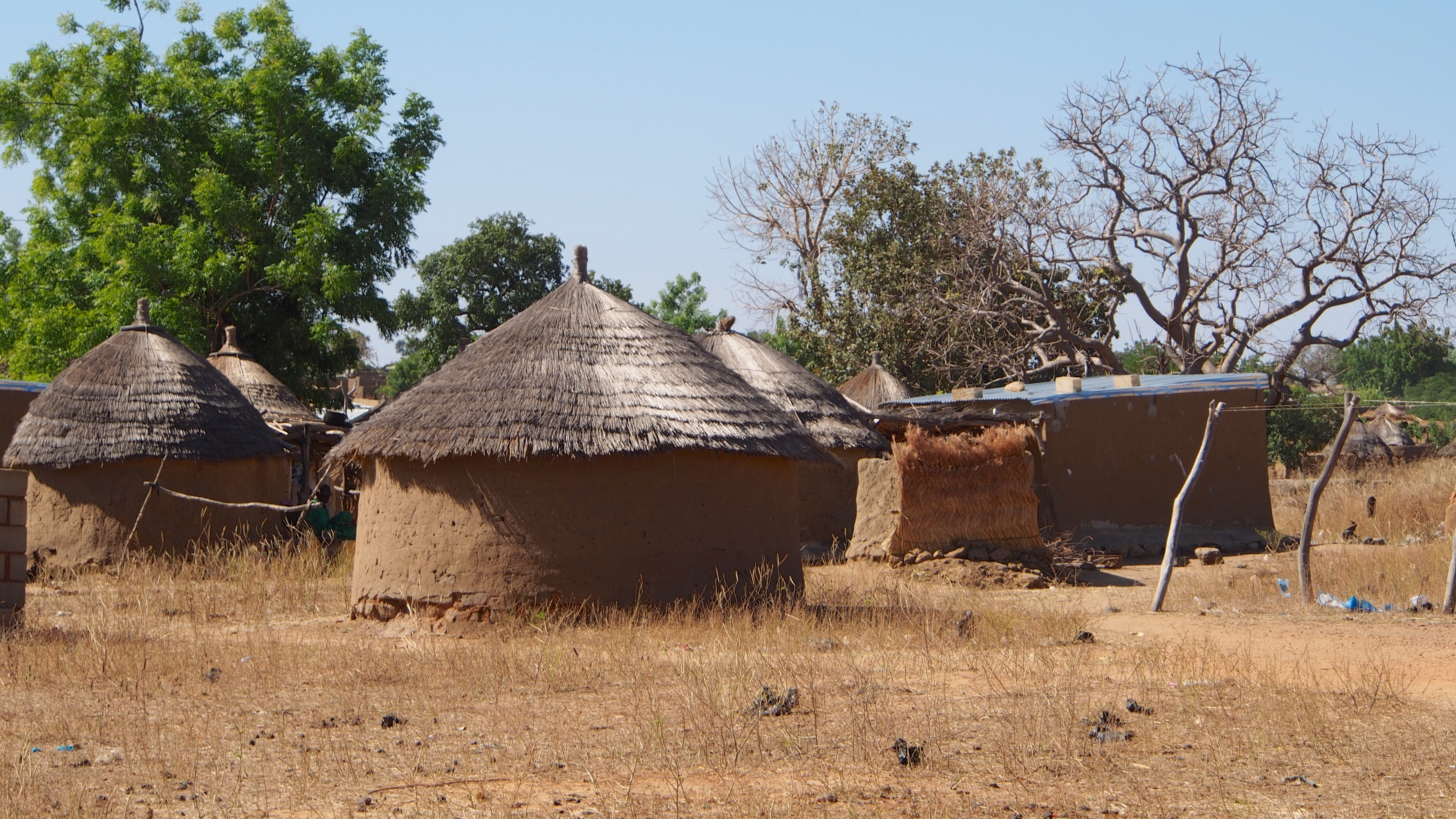
Traditionelles Gehöft in Bittou
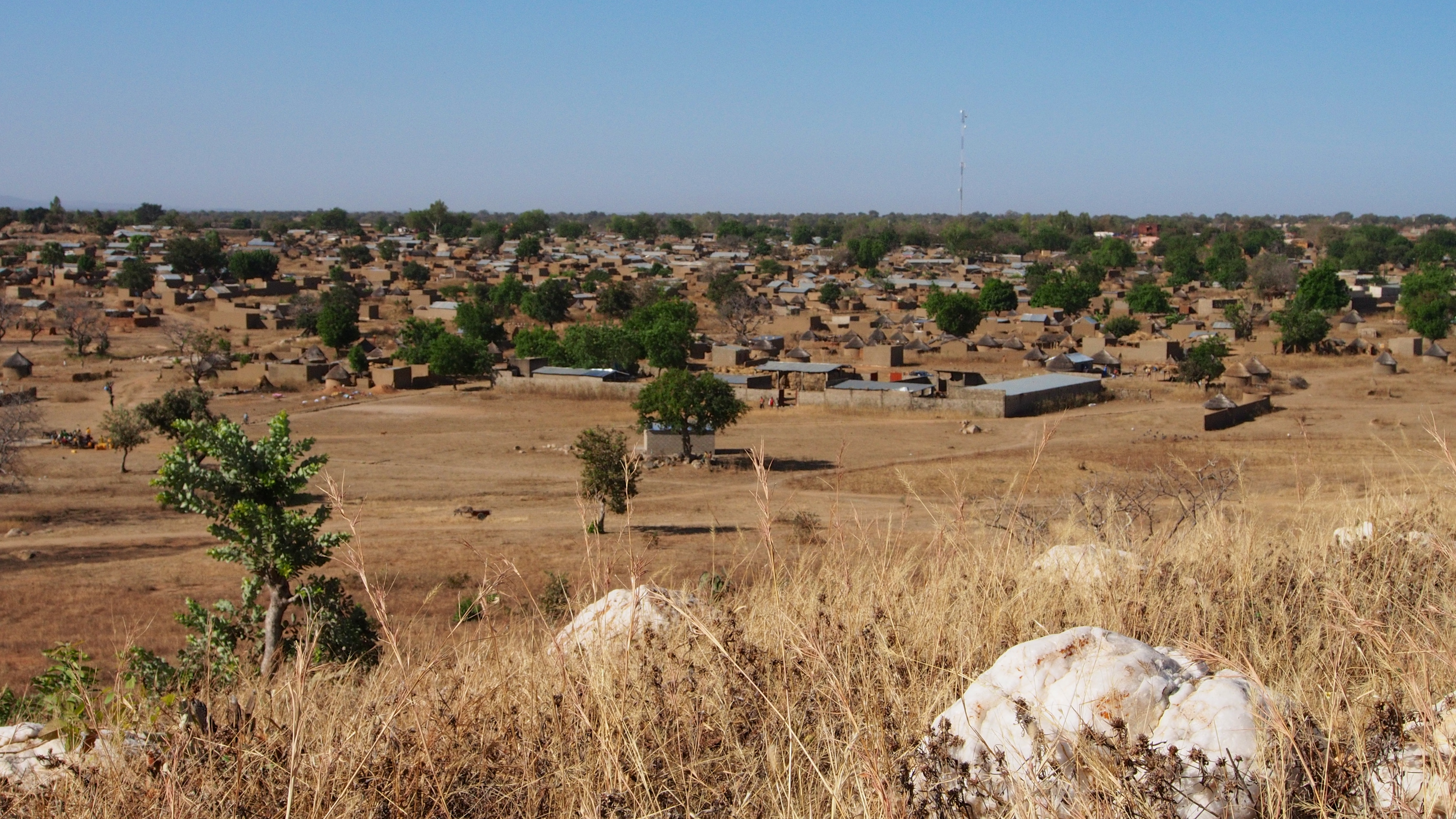
Panorama von Bittou